# Ronnie Campbell
Pour les articles homonymes, voir Campbell.
Ronald Campbell, dit Ronnie Campbell, né le 14 août 1943 à Tynemouth (Angleterre du N-E.) et mort le 23 février 2024, est un homme politique britannique. 
Membre du Parti travailliste (anglais: Labour Party), il est élu député pour la circonscription de Blyth Valley en 1987.

## Biographie

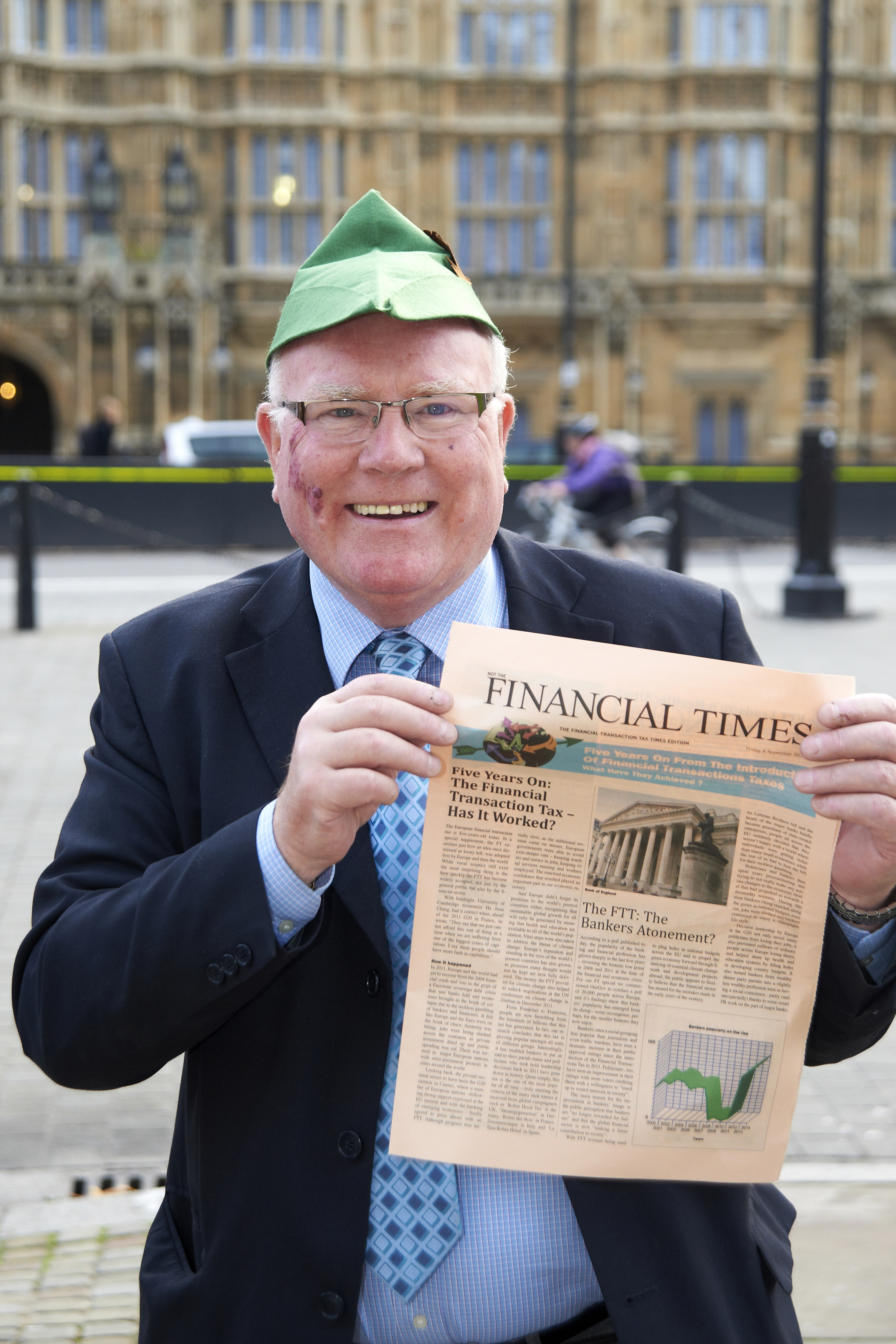
Ronnie Campbell en 2011.